# Pottle
Pottle är ett gammalt engelskt rymdmått för torra varor.
En pottle motsvarade 1/2 gallon = 2 quarts à 2 pints = 2,272 liter. Ett äldre pottlemått höll 2,202 liter.